# Tragedia w trzech aktach
Tragedia w trzech aktach (ang. Three Act Tragedy) – powieść kryminalna Agaty Christie, wydana w 1934 roku.

## Fabuła
Znany i ceniony aktor, sir Charles Cartwright, organizuje wystawne przyjęcie w swym nowo zakupionym domu „Krucze Gniazdo”. Zaproszenie otrzymują zamożni znajomi aktora: Angela Sutcliffe – znana aktorka, sir Bartholomew Strange – wybitny lekarz, Herkules Poirot – uznany detektyw, państwo Dacresowie – właściciele domu mody Ambrosine Ltd, Muriel Wills – pisarka, oraz pan Satterthwaite – najlepszy przyjaciel Charlesa. Na przyjęciu mają się pojawić także członkowie lokalnej, wiejskiej społeczności: sąsiadki Charlesa – lady Mary Lytton Gore wraz z młodą córką, Hermione, zwaną „Egg” i państwo Babbington – lokalny pastor z żoną.
Gdy przyjęcie trwa już w najlepsze, dochodzi do tragedii – pastor Babbington zaczyna się krztusić i w ciągu paru minut umiera. Zszokowani uczestnicy przyjęcia wzywają lekarza, który stwierdza, że przyczyną śmierci pastora były problemy zdrowotne. Nie wszyscy są skłonni zaakceptować takie wytłumaczenie.
Niedługo później dochodzi do bardzo podobnego wypadku. W taki sam sposób, jak pastor Babbington ginie na zorganizowanym we własnym domu przyjęciu sir Bartholomew Strange. Na dodatek okazuje się, że na jego przyjęciu byli obecni niemal wszyscy uczestnicy wcześniejszego przyjęcia u sir Charlesa Teraz nikt już nie ma wątpliwości, że wśród nich jest morderca.
Panów Cartwrighta i Satterthwaite’a szczególnie smuci śmierć doktora, z którym od lat pozostawali w przyjaźni. Postanawiają sami wykryć zabójcę jego i pastora Babbingtona. Pomaga im zadurzona w sir Charlesie Egg Lytton Gore, a także detektyw, Herkules Poirot. Czwórka sprzymierzeńców przeprowadza własne śledztwo i rozmawia po kolei ze wszystkimi uczestnikami obu feralnych przyjęć. To jednak na niewiele się zdaje – wygląda na to, że morderca maskuje się bardzo dobrze.
W końcu pojawia się pewien trop. Służba sir Strange’a wyjawia, że krótko przed tragedią u doktora zatrudnił się tajemniczy lokaj, Ellis, który zaraz po jego śmierci zniknął bez śladu. Prawdopodobnie więc to on odpowiada za morderstwo. Czwórka bohaterów ma jednak co do tego wątpliwości, bo Ellisa na pierwszym przyjęciu nie było.
Poirot otrzymuje dziwny list od niejakiej pani de Rushbridger, dawnej pacjentki Bartholomewa. Pisze ona, że ma ważne informacje, które mogą przyczynić się do rozwikłania sprawy śmierci lekarza i, w związku z tym, prosi o pilne przybycie. Niestety, gdy detektyw przybywa na spotkanie, kobieta już nie żyje – ktoś wysłał jej czekoladki zawierające śmiertelną dawkę trucizny.

## Rozwiązanie
Okazuje się, że mordercą wszystkich trojga ludzi jest sam Charles Cartwright. Tak naprawdę zamierzał zabić jedynie Strange’a. Ten bowiem, jako człowiek o nieskazitelnej moralności, mógłby – nie bacząc na łączącą go z aktorem przyjaźń – ujawnić światu fakt, że sir Charles jest żonaty, a jego żona, Mary, przebywa w szpitalu dla umysłowo chorych. Cartwright tymczasem jest do szaleństwa (i z wzajemnością) zakochany w Egg Lytton-Gore; gdyby więc prawda o jego stanie cywilnym wyszła na jaw, matrymonialne plany aktora wobec dziewczyny ległyby w gruzach.
Poirot odkrywa, że przed otruciem lekarza, Cartwright postanowił przeprowadzić swoistą „próbę generalną”. Urządził przyjęcie we własnym domu i tam zatruł napój w jednym, wybranym przypadkowo kielichu. Tak oto zginęła pierwsza ofiara – pastor Babbington – choć w tej sytuacji mógł to być ktokolwiek inny, oprócz trzech osób: gospodarza, doktora Strange’a (który nie pijał koktajli) oraz panny Egg, której Cartwright własnoręcznie podał kielich z niezatrutym napojem. Następnie Charles przystępuje do zamordowania „właściwej” osoby (Strange’a) dokładnie w taki sam sposób, w jaki zabił pastora. Tym razem występuje w przebraniu służącego, Ellisa, by upozorować swą nieobecność na przyjęciu i móc stworzyć sobie odpowiednie alibi.
Jego trzecia ofiara – pani de Rushbridger ginie przypadkowo. Gdy policja zaczyna interesować się tajemniczym Ellisem, sir Charles stwarza pozory, że doktor Strange przed śmiercią kontaktował się z tą właśnie kobietą w ważnej sprawie. Tak naprawdę nic podobnego nie miało miejsca i policja przekonałaby się o tym, rozmawiając z panią de Rushbridger. Jednakże sir Charles był szybszy – nim ktokolwiek mógł do kobiety dotrzeć, wysłał jej zatrute czekoladki.
Ujawniona przez Herkulesa Poirota prawda wszystkimi wstrząsa. Sir Charles próbuje zaprzeczać słowom detektywa; w końcu wybucha gniewem i ucieka. Poirot sugeruje pozostałym, że słynny aktor wybierze prawdopodobnie „zejście ze sceny”, czyli samobójstwo; nie dowiadujemy się już jednak, czy morderca istotnie pozbawił się życia.